# Platypepla persubtilis
Platypepla persubtilis là một loài bướm đêm trong họ Geometridae.